# Telescopus obtusus
Telescopus obtusus är en ormart som beskrevs av Reuss 1834. Telescopus obtusus ingår i släktet Telescopus och familjen snokar. Inga underarter finns listade i Catalogue of Life.
Arten förekommer i östra Afrika från Egypten till Tanzania och västerut till Centralafrikanska republiken. Individerna lever i halvöknar, gräsmarker, buskskogar och kulturlandskap. De är aktiva mellan skymningen och gryningen. Honor lägger 4 till 6 ägg per tillfälle.
För beståndet är inga hot kända. Hela populationen bedöms som stabil. IUCN listar arten som livskraftig (LC).